# Bolortudzsa Bat Ocsir
Bolortudzsa Bat Ocsirin (mongloul: Болортуяатай Бат-Очирын) (Hovd, 1997. május 15. –) mongol szabadfogású női birkózó. A 2019-es birkózó-világbajnokságon bronzérmet nyert az 55 kg-os súlycsoportban, szabadfogásban.

## Sportpályafutása
A 2019-es birkózó-világbajnokságon a nyolcaddöntők során az indiai Lalita Lalita volt ellenfele, akit 10-3-ra legyőzött. A negyeddöntőben az amerikai Jacarra Gwenisha Winchester legyőzte 13-2-re, de mivel az amerikai továbbjutott a döntőbe, így vigaszágon folytathatta a világbajnokságot. A vigaszági mérkőzésen a kirgiz Madina Nadirova volt ellenfele, akit 8-0-ra legyőzött.
A bronzmérkőzésen a török Bediha Gun volt az ellenfele. A mérkőzést 12-9-re megnyerte.